# Katja Miehe-Renard
Katja Miehe-Renard (* 6. Dezember 1943 in Kopenhagen) ist eine dänische Schauspielerin.

## Leben
Katja Miehe-Renard wuchs als Tochter des Schauspieler-Ehepaares Louis Miehe-Renard und Caja Heimann in Kopenhagen auf, wo sie bis heute lebt. Ihr Bruder Pierre Miehe-Renard, ihr Halbbruder Martin Miehe-Renard und ihre Nichte Sally Miehe-Renard (* 1997) sind ebenfalls als Schauspieler tätig. Sie wirkte bereits ab ihrem zehnten Lebensjahr in Spielfilmen mit, wo zumindest ein Elternteil von ihr ebenfalls mitwirkte.
Nach ihrem Schulabschluss absolvierte sie von 1960 bis 1963 ihre Schauspielausbildung an der Staatlichen Theaterhochschule in Kopenhagen. Ihr Bühnendebüt als Darstellerin hatte sie am Aalborg-Theater. Sie wirkte als Bühnendarstellerin im Laufe ihrer Karriere in zahlreichen Theaterstücken, Musicals, Operetten, Ballett-Aufführungen und in Varieté-Shows mit. Als Schauspielerin vor der Kamera wirkte sie in einigen Film-und-Fernsehproduktionen mit, darunter auch in der beliebten Serie Oh, diese Mieter!.
Seit 2004 ist sie auch als Krankenhaus-Clown aktiv, so unter anderem auch am Rigshospitalet.

## Filmografie (Auswahl)
- 1954: Vores lille by
- 1965: Die Flottenpflaume
- 1966: Tugend läuft Amok (Dyden går amok)
- 1966: Es war einmal ein Krieg
- 1969: Charles
- 1970: Hele den tyrkiske Musik
- 1972: Oh, diese Mieter! (Fernsehserie, 2 Folgen)
- 1973: Dukkens dod
- 1984: Busters Leben
- 1991: Domino (Fernsehserie)
- 1997: Skat det er din tur
- 2004: Lad de sma born...